# Абрамов, Евда Сасунович
Евда Сасунович Абрамов (азерб. Yevda Sasunoviç Abramov, 12 июня 1948 года, Красная Слобода, Азербайджанская ССР — 6 декабря 2019 года) — депутат Милли меджлиса — парламента Азербайджана третьего созыва. Педагог.

## Биография
Горский еврей по национальности. Выпускник исторического факультета Азербайджанского государственного педагогического института. Владел горско-еврейским, азербайджанским и русским языками. С 1971 года работал учителем и заместителем директора в Кубинской средней школе. С 1987 года председатель исполнительного комитета посёлка Красная Слобода и учитель в средней школе. С 2000 года глава местного муниципалитета. Был женат. Отец четверых детей.
Скончался в Баку 6 декабря 2019 года. Похоронен в городе Губа.

### Политическая карьера
Член партии «Ени Азербайджан». 6 ноября 2005 года был избран депутатом Милли меджлиса третьего созыва от 53-го Губа-Гусарского избирательного округа. Заместитель председателя постоянной комиссии по правам человека в Милли меджлисе Азербайджана. Член рабочих групп по межпарламентским отношениям Азербайджан — Аргентина, Азербайджан — Куба и Азербайджан — Россия. Руководитель рабочей группы по межпарламентским отношениям Азербайджан — Израиль.

## Награды
- Орден «Слава» (11 июня 2018 года) — за активное участие в общественно-политической жизни Азербайджанской Республики[1].
- Медаль «За укрепление парламентского сотрудничества» (16 апреля 2015 года, Межпарламентская ассамблея СНГ) — за особый вклад в развитие парламентаризма, укрепление демократии, обеспечение прав и свобод граждан в государствах — участниках Содружества Независимых Государств[2].
- Медаль «МПА СНГ. 25 лет» (27 марта 2017 года, Межпарламентская ассамблея СНГ) — за заслуги в деле развития и укрепления парламентаризма, за вклад в развитие и совершенствование правовых основ функционирования Содружества Независимых Государств, укрепление международных связей и межпарламентского сотрудничества[3].